# Александровка (Рыбинский район, Красноярский край)
Александровка— село в Рыбинском районе Красноярского края, административный центр Александровского сельсовета.

## География
Находится в примерно в 7 километрах по прямой на северо-запад от районного центра город Заозёрный.

## Климат
Климат резко континентальный. Зима суровая, средние температуры января составляют –19—21 °С, критические — от –45 до –52 °С. Лето преимущественно жаркое, солнечное, со средними температурами июля +19—25 °С, максимальные: +34—38 °С. 

## История
Село по региональным данным основано в 1896 году. В 1926 году было учтено 1056 жителей, преимущественно украинцев. По местным данным село основано в 1894 году. В советское время работал колхозы «Доброволец», им.Ленина и совхоз «Успенский».   

## Население
Постоянное население составляло 685 человек в 2002 году (93% русские),  644 в 2010.